# 3737 Beckman
3737 Beckman eller 1983 PA är en asteroid i huvudbältet som korsar Mars omloppsbana. Den upptäcktes 8 augusti 1983 av den amerikanske astronomen Eleanor F. Helin vid Palomar-observatoriet. Den är uppkallad efter den amerikanske uppfinnaren Arnold Orville Beckman.
Asteroiden har en diameter på ungefär 6 kilometer.